# Clinorhampha necopinata
Clinorhampha necopinata är en tvåvingeart som beskrevs av Collin 1933. Clinorhampha necopinata ingår i släktet Clinorhampha och familjen dansflugor. Inga underarter finns listade i Catalogue of Life.